# Autoroute A28 (Francia)
L’autoroute A28 è un'autostrada francese.